# Залисиця
Залиси́ця — село в Україні, у Самарівській сільській громаді Ковельського району Волинської області. Населення становить 78 осіб.

## Географія
Біля села розташований Оріхівський заказник.

## Населення
Згідно з переписом УРСР 1989 року чисельність наявного населення села становила 125 осіб, з яких 60 чоловіків та 65 жінок.
За переписом населення України 2001 року в селі мешкало 78 осіб.

### Мова
Розподіл населення за рідною мовою за даними перепису 2001 року:
| Мова       | Відсоток |
| ---------- | -------- |
| українська | 98,72 %  |
| білоруська | 1,28 %   |

## Історія
До 9 жовтня 2016 року село входило до складу Межиситівської сільської ради Ратнівського району Волинської області.